# Aristogeitonia gabonica
Aristogeitonia gabonica là một loài thực vật có hoa trong họ Picrodendraceae. Loài này được Breteler mô tả khoa học đầu tiên năm 2004.